# Cheirolophus uliginosus
Cheirolophus uliginosus é uma espécie de planta com flor pertencente à família Asteraceae. 
A autoridade científica da espécie é (Brot.) Dost, tendo sido publicada em Bot. J. Linn. Soc. 71(3): 193. 1976 (1975 publ. 1976).

## Portugal
Trata-se de uma espécie presente no território português, nomeadamente em Portugal Continental.
Em termos de naturalidade é endémica da região atrás referida.

## Protecção
Não se encontra protegida por legislação portuguesa ou da Comunidade Europeia.